# Frank Tétart
Pour les articles homonymes, voir Tétart.
Frank Tétart, né le 9 mai 1968, est un géopolitologue français.

## Biographie

### Formation
Frank Tétart est docteur en géopolitique (2005) de l'université Paris VIII et titulaire d'une maîtrise d'allemand (1991) et d'un magistère de relations internationales et action à l'étranger de l'université Panthéon-Sorbonne. 

### Carrière
Pendant près de 14 ans, il est l'un des coauteurs de l'émission Le Dessous des cartes, émission créée par Jean-Christophe Victor et diffusée sur Arte, ainsi que des deux atlas homonymes.
De 2005 à 2013, il enseigne en tant que maître de conférences à Sciences-Po Paris les enjeux politiques de la géographie et sur les dynamiques géoéconomiques et géopolitiques du golfe Persique, ainsi qu'au magistère de relations internationales de l'université Panthéon-Sorbonne et à l'Institut européen de l'université de Genève. 
De 2009 à 2011, il travaille pour le Groupe de presse Areion, où il est rédacteur en chef délégué pour la revue Moyen-Orient, dont le premier numéro a paru en juillet 2009, ainsi que pour le magazine géopolitique Carto, édité depuis juillet 2010. Expatrié aux Émirats arabes unis de 2011 à 2016, il enseigne l'histoire-géographie au lycée français Louis-Massignon d'Abou Dhabi, puis au lycée français international Georges-Pompidou de Dubaï. Il a également dispensé des cours à l'American University in Dubai, la Khalifa University in Sciences and Technologies (KUSTAR) et à Sorbonne Université Abou Dabi. Durant l'année 2016-2017, il est professeur au lycée Hélène-Boucher à Paris. Il enseigne depuis au lycée Gustave-Monod d'Enghien-Les-Bains.

## Travaux
Ses travaux de recherches portent sur l'Europe centrale et orientale, la Russie, dont l'enclave russe de Kaliningrad, sujet de sa thèse, publiée aux PUPS, et sur le golfe Persique. Il a publié des articles, notamment sur Kaliningrad, l'enjeu du tourisme en Antarctique et a participé à des ouvrages collectifs sur la géopolitique de l'Europe et la mondialisation. Ses récentes recherches portent sur l'Europe et notamment les nationalismes régionaux en Europe, qui ont fait l'objet d'un précédent ouvrage et de plusieurs articles. Les revendications nationales sont en effet au cœur de l’actualité, comme en témoignent les exemples de l'Ossétie du Sud, du Kosovo, du Pays basque, de l'Écosse ou de la Flandre. Entamé au XIXe siècle, le réveil des nationalités qui a donné lieu à l’émergence d’États-nations au XXe siècle se poursuit aujourd'hui, soulignant la permanence de la nation, une représentation géopolitique essentielle, élément de base pour comprendre les rapports entre territoire, population et État, et les évolutions du phénomène étatique. 
En 2011, il a dirigé Géographie des conflits, un ouvrage universitaire associant tout un ensemble d’études régionales destinées en particulier aux candidats aux concours de l’enseignement public (CAPES et agrégation). Depuis 2013, il dirige chez Autrement, Le Grand Atlas, comprendre le monde en 200 cartes, en partenariat avec Courrier international et France Info, et a également publié  différents atlas dans cette maison d'édition : en 2015 l'Atlas des religions, entre passions identitaires et tensions géopolitiques; en 2018, Une carte, un jour; et en 2019, Drôle de Planète. En 2017, il publie La Péninsule Arabique, coeur géopolitique du Moyen-Orient chez Armand Colin, dans la collection U, où il analyse les dynamiques géographiques et géopolitiques de cet espace stratégique liées à ses ressources énergétiques. 

## Ouvrages
- Le Dessous des cartes - Atlas géopolitique, avec Jean-Christophe Victor et Virginie Raisson, Tallandier, 2005
- Le Dessous des cartes - Atlas d'un monde qui change, avec Jean-Christophe Victor et Virginie Raisson, Tallandier, 2007
- Géopolitique de Kaliningrad, Paris, Presses Universitaires Paris-Sorbonne, coll. « Mondes contemporains », 2007, 478 p. (ISBN 978-2-84050-486-3, lire en ligne)
- Nationalismes régionaux. Un défi pour l'Europe, Bruxelles, Belgique, De Boeck, 2009, 112 p.
- La géopolitique en 50 fiches, dirigée par Delphine Papin, Paris, France, Bréal, 2010, 216 p. (ISBN 978-2-7495-0960-0 et 2-7495-0960-2)
- Géographie des conflits (dir.), Paris, France, Sedes-CNED, 2011, 320 p. (ISBN 978-2-7181-9964-1)
- Grand Atlas 2014, Comprendre le monde en 200 Cartes, Paris, France, Autrement, 2013, 128 p.  (ISBN 2746735865)
- Grand Atlas 2015, Comprendre le monde en 200 Cartes, Paris, France, Autrement, 2014, 128 p  (ISBN 2746739631)
- Grand Atlas 2016, Comprendre le monde en 200 Cartes, Paris, France, Autrement, 2015, 128 p
- Atlas des religions, entre passions identitaires et tensions géopolitiques, Paris, France, Autrement, 2015, 96 p
- Grand Atlas 2017, Comprendre le monde en 200 Cartes, Paris, France, Autrement, 2016, 128 p
- Grand Atlas 2018, Comprendre le monde en 200 Cartes, Paris, France, Autrement, 2017, 128 p
- Le dessous des cartes - le monde mis à nu, avec Émilie Aubry, Tallandier, 2021
- Le dessous des cartes - La puissance et la mer, avec Émilie Aubry, Éditions Tallandier, 2024